# 古江孝治
古江 孝治（ふるえ たかはる、1950年11月2日 - ）は、日本の歴史研究家。敦賀市にある資料館「人道の港 敦賀ムゼウム」初代館長。杉原千畝やユダヤ避難民などの研究で知られる。

## 略歴
- 1950年、福岡県に生まれる[1]。
- 立命館大学を卒業後、福井県敦賀市役所に勤務する[1]。
- 敦賀港に上陸したユダヤ人避難民の目撃証言を集めるため、2006年に「敦賀上陸ユダヤ難民足跡調査プロジェクトチーム」を立ち上げる。
- 2007年10月にポーランド孤児やユダヤ人避難民の記録をまとめた『人道の港 敦賀-命のビザで敦賀に上陸したユダヤ人避難民の足跡調査報告』(日本海地誌調査研究会、2007年)を発行する。
- 杉原千畝やユダヤ避難民などの研究のため「人道の港調査研究所」を設立する[1]。
- 敦賀市のポーランド孤児やユダヤ人避難民、その避難民に「命のビザ」を発給した外交官杉原千畝を紹介する資料館・旧「人道の港 敦賀ムゼウム」の開設に中心的役割を担い、初代館長となる。
- 2018年10月、愛知県立瑞陵高校に開設された「杉原千畝広場 センポ・スギハラ・メモリアル」の展示内容の制作に携わる。
- 多くの文献や資料、証言をもとに杉原千畝の実像とその行動の背景に迫る、ノンフィクション作品を発表する。2020年には、『杉原千畝の実像 ―数千人のユダヤ人を救った決断と覚悟』（ミルトス、2020年11月20日）を出版する。この本は、杉原千畝の四男・伸生からも高い評価を受ける[1]。
- 2008年頃から現在まで講演や講座、執筆などで杉原千畝の業績を広く伝える[1]。
- 杉原千畝が発給したキュラソービザを、ウラジオストク副総領事であった根井三郎は外務省の訓令に反して擁護した。2015年9月に福岡市アジア美術館で「戦後70年記念事業人道の外交官杉原千畝と命のビザを繋いだ日本人たち」で根井三郎を紹介した。
- 2016年9月、根井三郎の生誕地である宮崎市で講演をする。以後、根井三郎に関する資料収集や調査を行う。
- 2023年5月、日本海沿岸地域を含めた郷土の歴史、文化等を調査・研究する「日本海地誌調査研究会」の会長に就任する。
- 2023年3月20日、日本海地誌調査研究会発行の『会誌　第22号(令和5年度)』において、「資料調査　杉原サバイバーの追跡調査－命のビザで日本に入国した避難民、2033人の記録」を発表する。その中で「神戸ユダヤ人協会(アシュケナージ派)リスト、1941」を始めとする資料17点を基に、杉原千畝がリトアニア・カウナスやチェコ・プラハで避難民にビザを発給したリスト(杉原リスト)に記載された受給者、一人ひとりを追跡調査した結果、日本へ入国した杉原サバイバーとその家族の合計が2,033人と確認された。 この資料調査の詳細な内容を記した会誌は、次の施設に蔵書されており、また購入することができる。
- 【蔵書先】福井県立図書館、福井市立図書館、国立福井大学総合図書館、福井県立大学附属図書館　福井県文書館、　　　　若狭図書学習センター、敦賀市立図書館、国立国会図書館
- 【購入先】ちえなみき(JR 敦賀駅前otta内)
- 2025年2月26日　立命館大学の平井嘉一郎記念図書館へ『杉原千畝の実像』(ミルトス、2020年)を寄贈する。
- 2025年4月11日　福井県敦賀市教育委員会へ新たに監修された『コミック版 世界の伝記　杉原千畝』(ポプラ社、2025年)を寄贈する。

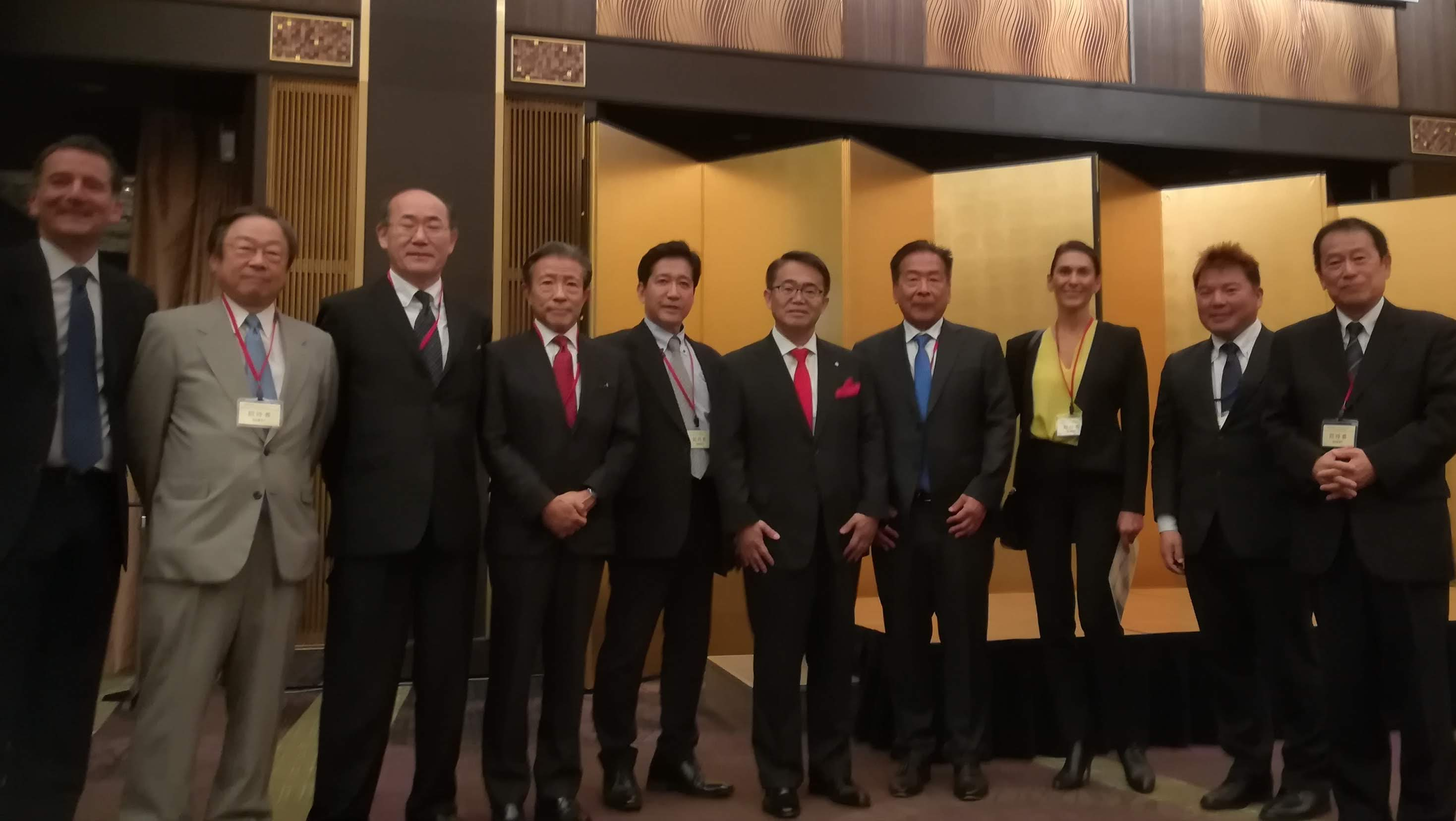
名古屋の瑞陵高校に愛知県が設置した杉原千畝広場のオープニングセレモニーのレセプションパーティで記念撮影した一行。大村秀章愛知県知事、古江孝治（最右）、杉原伸生（杉原千畝の四男、右から4人目）、エシン（杉原伸生の妻）、デイヴィッド・ウォルペ（米国のラビ、最左）、榊原平（右から2番目）2018年10月12日撮影

## 主な著書等
- 『敦賀上陸ユダヤ人難民足跡調査と人道の港敦賀パネル展』（日本海地誌調査研究会、2007年）
- 『ポーランド孤児と日本赤十字社』（日本海地誌調査研究会、2014年）
- 『コミック版 世界の伝記 「杉原千畝」』監修(2015年、ポプラ社)
- 『敦賀港におけるユダヤ避難民上陸事件に関する一考察』（日本海地誌調査研究会、2015年）
- 『北満(東清)鉄道譲渡交渉-交渉過程を中心として』（日本海地誌調査研究会、2016年）
- 『杉原千畝・生誕地の真実-戸籍は語る』（日本海地誌調査研究会、2018年）
- 『杉原ビザの謎-日本通過ビザの果たした役割』(日本海地誌調査研究会、2019年)
- 『杉原千畝と満洲・ハルビン-早稲田大学から満洲国外交部まで』(日本海地誌調査研究会、2020年)
- 『杉原千畝の実像 ――数千人のユダヤ人を救った決断と覚悟』（ミルトス、2020年）ISBN 978-4895860543
- 資料調査『10月分ユダヤ避難民入国者表－敦賀港に上陸した杉原サバイバーの記録から』(日本海地誌調査研究会、2021年)
- 『ユダヤ人避難民の上海新都市計画と二つの移住計画-満鉄調査班の調査書を中心として』(日本海地誌調査研究会、2023年)
- 資料調査『杉原サバイバーの追跡調査－「命のビザ」で日本に入国した避難民、2033人の記録－』(日本海地誌調査研究会、2024年)
- その他、多数